# Хоропан
Хоропан или Рупан (на гръцки: Στενήμαχος, Стенимахос, до 1953 Χοροπάνι, Хоропани, катаревуса Χοροπάνιον, Хоропанион) е село в Република Гърция, област Централна Македония, дем Негуш.

## География
Селото е разположено на 140 m надморска височина в североизточните склонове на планината Каракамен (Негуш планина или Дурла, на гръцки Вермио) и на 8 km югоизточно от демовия център Негуш. В землището на Хоропан са развалините на село Дихалеври, родното място на Димитриос Каратасос.

## История
Край Хоропан има археологически обект, обявен в 1962 година за паметник на културата.

### В Османската империя
Според гръцки източници към края на XVIII век селото е гръцкоговорещо. Хоропан е унищожено напълно при потушаването на Негушкото въстание в 1822 година.
В края на XΙX век Хоропан е село в Берската кааза. Александър Синве („Les Grecs de l’Empire Ottoman. Etude Statistique et Ethnographique“) в 1878 година пише, че в Хоропаниос (Khoropanios), Берска епархия, живеят 160 гърци. В 1900 година според Васил Кънчов („Македония. Етнография и статистика“) в Хоропанъ живеят 80 българи християни. По данни на секретаря на Българската екзархия Димитър Мишев („La Macédoine et sa Population Chrétienne“) в 1905 година в Хоропан има 104 българи патриаршисти гъркомани. Според Тодор Симовски обаче селото след разсипването от 1822 година е възстановено от власи.
При преброяването в 1912 година селото е отбелязано с език влашки и религия християнска. При преброяването от 1913 година в селото има 232 мъже и 217 жени.

### В Гърция
В 1912 година през Балканската война в селото влизат гръцки войски, а след Междусъюзническата война в 1913 година Хоропан остава в Гърция. В селото са заселени гърци от българския град Станимака (днес Асеновград). След Първата световна война в селото отново са заселени станимашки гърци и малко понтийски гърци бежанци от Понт, както и каракачани.
В „Етнография на Македония“, издадена в 1924 година, Густав Вайганд описва Рупен като гръцко село на българо-гръцката езикова граница:
| „ | Започвайки от североизток, за граница служи Вардар от неговото устие до вливането на Караасмак, след това новопостроеният, а не старият селски път почни наблизо до Верея (Бер) до селата Микрош и Туркохори, едното има смесено население от българи и гърци, след това, следвайки железопътната линия, стига до Няуста (Негуш), която въпреки че е български град, е напът да бъде гърцизирана, защото голяма част от жителите му говорят в семейството си гръцки. Селата Тарман и Ая Марина са български. Гръцките гранични села следователно са Плати, Палйохори, чиито жители са дошли от Кулакия, Гида, Ресна, Пископи (също известен брой български семейства), Кавашла, Ставрос, Микрос или Микровутци, Туркохори (българи и гърци), Яворница, Рупен, Няуста. | “ |

В 1928 година Хоропан (Χωροπάνη) е смесено (влахо-бежанско) селище със 119 бежански семейства и 522 жители бежанци. В 1953 година селото е прекръстено на Стенимахос, гръцката форма на името Станимака. Поради тази причина демовият център на Хоропан Негуш е побратимен с Асеновград. Населението на Хоропан е около 80% потомци на станимачани, останалите са понтийци и каракачани.
По време на Гражданската война, през пролетта на 1947 година, жителите на селото са насилствено изселени от властите.
Селото произвежда памук и грозде, а е развито частично и скотовъдството.
| Име        | Име         | Ново име   | Ново име  | Описание                 |
| ---------- | ----------- | ---------- | --------- | ------------------------ |
| Мала кория | Μίκρο Κουρί | Ксеротопос | Ξερότοπος | местност на С от Хоропан |

| Година    | 1913 | 1920 | 1928 | 1940 | 1951 | 1961 | 1971 | 1981 | 1991 | 2001 | 2011 | 2021 |
| --------- | ---- | ---- | ---- | ---- | ---- | ---- | ---- | ---- | ---- | ---- | ---- | ---- |
| Население | 449  | 251  | 691  | 763  | 663  | 779  | 726  | 819  | 806  | 777  | 710  | 639  |

## Личности
Родени в Хоропан
- Йон Пачя (1924 – 1999), румънски художник
- Николае Каратана (1914 – 1992), румънски поет